# Equipo de Copa Davis de Tailandia
El equipo tailandés de Copa Davis es el representante de Tailandia en dicha competición internacional. Su organización está a cargo de la Asociación de Tenis de Tailandia.

## Historia
Tailandia compitió en su primera Copa Davis en 1958. Ha alcanzado las eliminatorias del Grupo Mundial en 4 ocasiones, en 2002, 2003, 2004 y 2006.

## Plantel actual (2016)
- Pruchya Isarow
- Kittiphong Wachiramanowong
- Sanchai Ratiwatana (dobles)
- Sonchat Ratiwatana (dobles)